# Jenny Rauch

Jenny Rauch

Jenny Rauch (18. Januar 1880 in München – 13. April 1904 in Berlin) war eine deutsche Theaterschauspielerin.

## Leben
Nach Beendigung ihrer Erziehung in einem klösterlichen Institut ging sie zur Bühne. Sie nahm Unterricht bei Alois Wohlmuth und trat am 12. Dezember 1896 als „Julie“ am Hoftheater Gera zum ersten Mal öffentlich auf. 1897 war sie in Regensburg engagiert, 1898 am Münchner Schauspielhaus. Dort sah sie der Intendant des Wiesbadener Hoftheaters und engagierte sie ohne Gastspiel sofort an seine Bühne. In Wiesbaden sah sie dann der Intendant des Deutschen Theaters Berlin, Otto Brahm und engagierte sie, nachdem sie ihren Vertrag in Wiesbaden vorzeitig auflösen konnte, dorthin.
Sie debütierte in Berlin 1901 und ging 1902 ans Berliner Theater. 1904 zog sie sich eine Krankheit zu, an der sie kurze Zeit darauf im Morphiumschlaf mit lediglich 24 Jahren verstarb.